# Alessandro Vellutello
Alessandro Vellutello (Lucca, 1473 – ...) è stato uno scrittore, poeta e critico letterario italiano, noto per aver operato un commento sul Canzoniere di Francesco Petrarca, su Virgilio e sulla Divina Commedia di Dante Alighieri.

## Biografia
Nato a Lucca, Vellutello si trasferì definitivamente a Venezia nel 1525, dopo essere fuggito da Milano a causa della battaglia di Pavia che ebbe luogo nel febbraio di quell'anno. Mantenne ancora stretti legami con la sua città natale, dedicando il suo commento petrarchesco al patrizio lucchese Martino Bernardin. La sua data di morte non è nota.

## Opera
L'opera di maggior successo di Vellutello fu il suo commento su Petrarca, pubblicato nel 1525, che fu ristampato due volte. Ha anche pubblicato un'edizione di Virgilio nel 1533. 
Nel giugno del 1544 la sua nuova spiegazione della Comedia di Dante fu pubblicata a Venezia da Francesco Marcolini con 87 illustrazioni incise, forse eseguite da Giovanni Britto, un incisore che lavorava per Marcolini. Le immagini sono state concepite insieme al commento di Vellutello ed entrambe hanno cercato di fornire un'interpretazione libera dall'influenza o dai limiti imposti dalle precedenti spiegazioni di Dante.
Il suo stile era davvero non convenzionale e visto come ribelle alla consolidata dottrina letteraria di Venezia a quel tempo, in particolare l'influenza del cardinale Pietro Bembo. Si preoccupava molto meno di aderire agli stili letterari contemporanei che di chiarire il significato di qualunque poeta di cui stesse scrivendo. La sua stretta convinzione nella subordinazione del commentatore al testo era in contrasto con l'approccio di Cristoforo Landino, il cui commento su Dante aveva dominato il campo per 50 anni prima.
Le illustrazioni molto dettagliate de La Comedia di Dante Alighieri con la nova esposizione mostrano una grande fedeltà al testo originale di Dante, e lo stesso Vellutello potrebbe aver realizzato disegni preparatori che sono stati usati come schemi per le incisioni su legno finali. Sebbene il commento di Vellutello non abbia riscosso particolare successo, le incisioni sono ancora considerate come «le più distintive interpretazioni rinascimentali della poesia dopo quella di Botticelli».